# 入船山公園

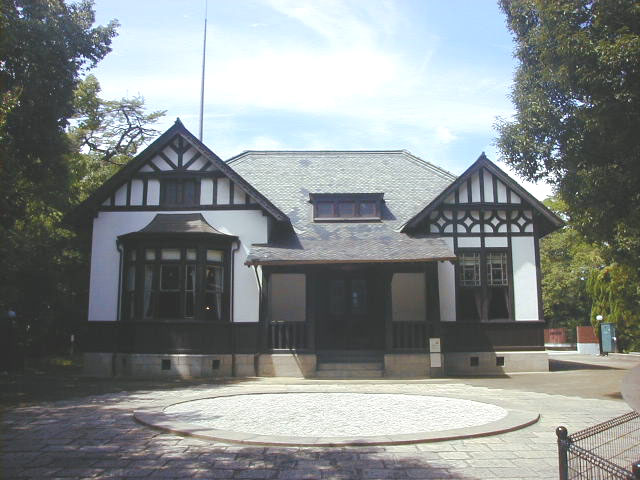
旧呉鎮守府司令長官官舎

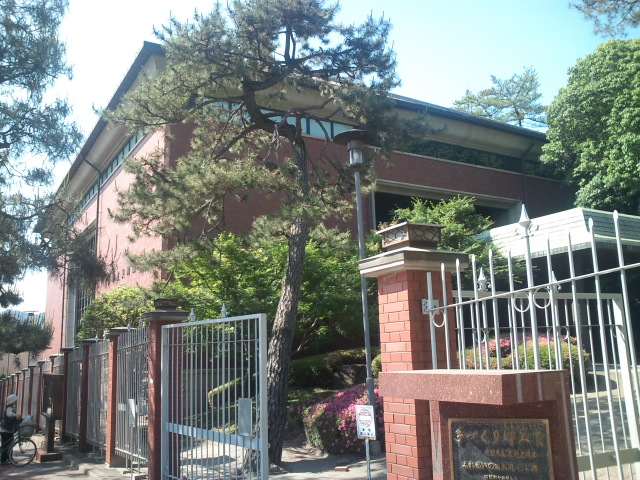
呉市立美術館

入船山公園（いりふねやまこうえん）は、広島県呉市にある都市公園（地区公園）である。

## 概要
日本の歴史公園100選。北側の「入船山記念館」や「呉市立美術館」の文化ゾーンと、南側の「市民広場」と呼ばれる多目的広場からなる都市公園。呉市の休山麓の台端部にある入船山にあり、古くは703年（大宝3年）から亀山神社が、近代は1889年（明治22年）から呉鎮守府司令長官官舎、戦後は1956年（昭和31年）までイギリス連邦占領軍司令長官庁舎が置かれていた場所を、公園として整備された。
北側の文化ゾーンは自然林を生かしたものとなっている。記念館は、呉市の歴史的資料や旧海軍資料を展示、本館にあたる旧呉鎮守府司令長官官舎は明治期に建築され、国の重要文化財である。美術館は、ブールデルやルノワールや地元出身芸術家作品を展示、枯山水庭園を配する。記念館から美術館への道すがらに正岡子規句碑がある。また日本の道100選に選ばれた美術館に至る坂道は「美術館通り」と呼ばれ、道端には17点の彫刻やオブジェが点在する。
周囲には海上自衛隊呉地方隊の関連庁舎がある。2010年（平成22年）国が所有する残り敷地を呉市に無償贈与することになった。

## 入船山記念館
1889年（明治22年）から呉鎮守府司令長官官舎、戦後はイギリス連邦占領軍の司令長官庁舎を呉市に移管され、1967年（昭和42年）に記念館として開館した。

## 呉市立美術館
1982年（昭和57年）開館。

## 美術館通り
1981年（昭和56年）美術館開館にあわせ再整備。

## 市民広場
元々は旧海軍第一練兵場。戦後はイギリス連邦占領軍の式典などに用いられ、「ANZAC PARK（アンザックパーク）」と呼ばれた。
- 面積 - 64,000m2
- 用途 - 野球2面、ソフトボール4面、サッカー1面、ゲートボール56面
- 問合せ先 - 財団法人呉市体育振興財団

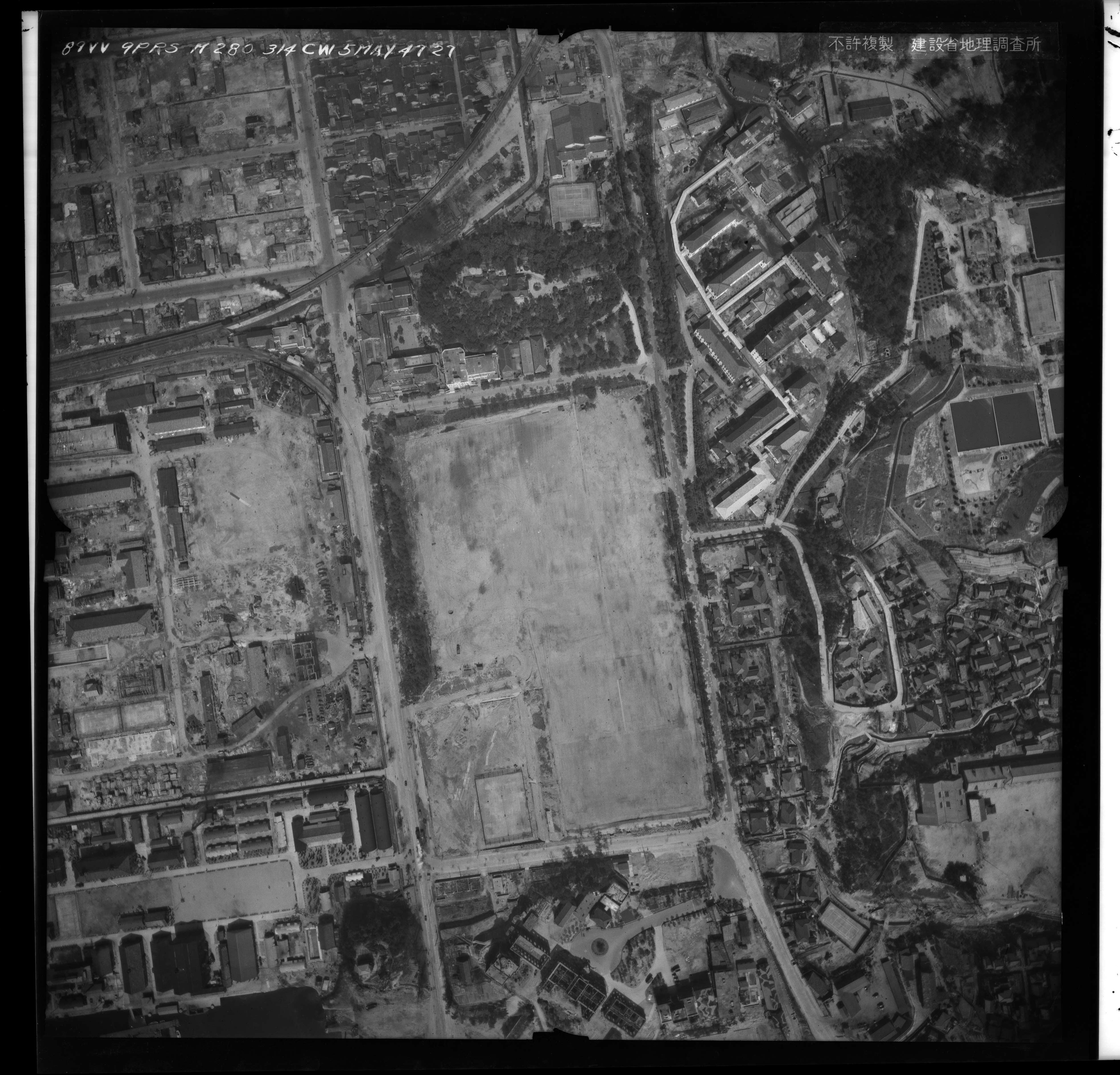
1947年
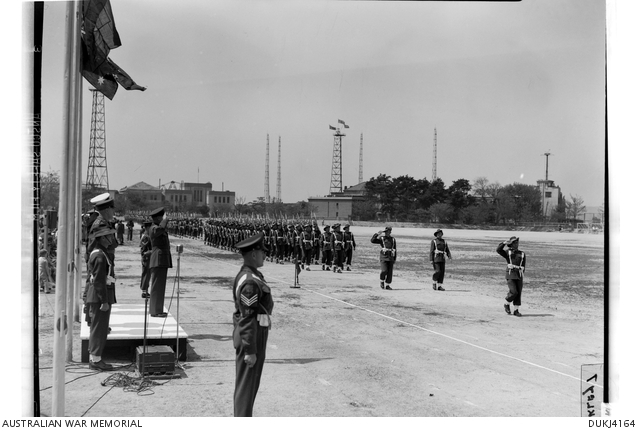
1951年オーストラリア軍
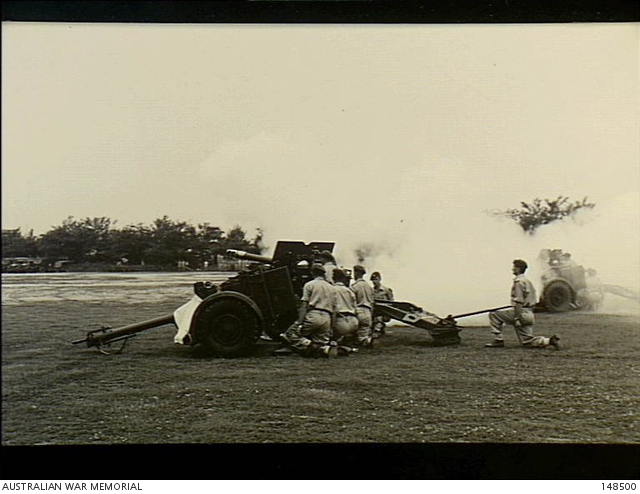
1953年ニュージーランド軍

## 交通アクセス
- JR
  - 呉線、呉駅下車、徒歩15分
- バス
  - 「入船山公園」バス停下車
  - 「教育隊前」バス停下車
  - 「眼鏡橋」バス停下車、徒歩約3分
- 車
  - 広島呉道路・呉インターチェンジから車で約5分
- 船
  - 呉港・呉中央桟橋ターミナルから徒歩で約15分